# Trinidad e Tobago nos Jogos Olímpicos de Verão de 1964
Trinidad e Tobago participou dos Jogos Olímpicos de Verão de 1964 em Tóquio, Japão. Esses jogos marcaram o retorno de Trinidad e Tobago às Olimpíadas como uma nação separada, após ter competido como parte da Federação das Índias Ocidentais nos Jogos Olímpicos de Verão de 1960.

## Medalhistas

### Prata
- Wendell Mottley — Atletismo, 400m masculino

### Bronze
- Edwin Roberts — Atletismo, 200m masculino
- Edwin Skinner, Kent Bernard, Wendell Mottley, e Edwin Roberts — Atletismo, Revezamento 4x400m masculino